# 装饰材料
装饰材料（建筑装饰材料），主要用于装饰建筑物内外墙壁、制作内墙，并在装饰的基础上实现部分使用功能。

## 种类
装饰材料按用途分，主要分为两类：室内装饰材料与室外装饰材料。
按照材料材质及形状来分，室内装饰材料可以分为板材、片材、型材、线材，而材料则有涂料、实木、压缩板、复合材料、夹芯结构材料、泡沫、毛毯等等；室外装饰材料主要有水泥砂浆、剁假石、水磨石、彩砖、瓷砖、尤其、陶瓷面砖、玻璃幕墙、铝合金等。
常用的室内装饰材料有涂料、胶合板、实木、复合材料、夹层结构材料等。
- 涂料主要有以下几类：低档水溶性涂料、乳胶漆、多彩喷涂、膏状内墙涂料。
- 胶合板：为内墙饰面板中的主要类型，按其层数可分为三合板、五合板等，按其树种可分为水曲柳、榉木、楠木、柚木等板材。
- 实木：常用于制作装饰板、地板等，常见的木种有水曲柳、杨木、松木、橡木等。
- 复合材料及夹层结构材料：如今越来越多的复合材料及夹层结构材料产品也已被用于室内装饰，并用于制作诸如家具、内墙、地板、防火层等，由于复合材料和夹层结构材料较传统的胶合板及实木具有更好的环保性能、加工性能及强度，因此已经被越来越广泛的应用于室内装饰中。以PET泡沫及以巴沙轻木（BALTEK木）为芯材的夹层结构材料为例，PET泡沫芯材具有良好的隔热、防火性能，而且成本较低、重量轻且强度良好[1]；而以BALTEK作为芯材的夹层结构材料则具有良好的防潮性能，且重量轻、强度好。